# Isidoro Alverà
Isidoro Alverà (* 3. März 1945 in Cortina d’Ampezzo) ist ein ehemaliger italienischer Eishockeyspieler, der für die SG Cortina aktiv war und mit dieser vier italienische Meisterschaften gewann. Mit der italienischen Nationalmannschaft nahm er an den Olympischen Winterspielen 1964 in Innsbruck teil.

## Karriere
Alverà, genannt Pippo, war auf Vereinsebene für die SG Cortina aktiv, mit der er im Zeitraum von 1964 bis 1967 vier italienische Meistertitel in Folge gewann. Bei Cortina spielte er gemeinsam mit seinem Bruder Franco Alverà. Der Verteidiger, der auch die Position des Stürmers bekleidete, war Nationalspieler Italiens und vertrat sein Heimatland bei diversen Turnieren. Der Höhepunkt seiner internationalen Karriere war die Teilnahme an den Olympischen Winterspielen 1964 in Innsbruck, wo die Azzurri jedoch nur den zweitletzten Platz belegten.

## Erfolge und Auszeichnungen
- 1964 Italienischer Meister mit der SG Cortina
- 1965 Italienischer Meister mit der SG Cortina
- 1966 Italienischer Meister mit der SG Cortina
- 1967 Italienischer Meister mit der SG Cortina
- 1966 Aufstieg in die B-Gruppe bei der C-Weltmeisterschaft

## Statistik
(Legende zur Spielerstatistik: Sp oder GP = absolvierte Spiele; T oder G = erzielte Tore; V oder A = erzielte Assists; Pkt oder Pts = erzielte Scorerpunkte; SM oder PIM = erhaltene Strafminuten; +/− = Plus/Minus-Bilanz; PP = erzielte Überzahltore; SH = erzielte Unterzahltore; GW = erzielte Siegtore; 1 Play-downs/Relegation; Kursiv: Statistik nicht vollständig)